# Fukomys darlingi
Fukomys darlingi es una especie de roedor de la familia Bathyergidae.

## Distribución geográfica
Se encuentra en Mozambique y Zimbabue.

## Hábitat
Su hábitat natural son: subtropicales o tropicales matorrales secos, de tierras de  baja altitud áridas, pastizales  y cuevas.